# Antoinette Robain
Pour les articles homonymes, voir Robain.
Antoinette Robain est une architecte française née le 7 décembre 1956 à Paris. En 2004, elle est lauréate du Prix de l'Équerre d'argent avec Claire Guieysse.

## Principales études et réalisations
- 2004 Centre national de la danse, Pantin, Seine-Saint-Denis.